# Fauzi Gulam
Fauzi Gulam (arabul: فوزي غلام) (Saint-Priest-en-Jarez, 1991. február 1. –) francia születésű algériai labdarúgó, aki védőként játszik. Jelenleg a Hatayspor és az algériai labdarúgó-válogatott játékosa.

## Statisztika

### Klubcsapatokban
| Klub             | Szezon           | Bajnokság        | Bajnokság | Bajnokság | Kupa  | Kupa  | Ligakupa | Ligakupa | Európa | Európa | Egyéb | Egyéb | Összes | Összes |
| Klub             | Szezon           | Liga             | Mérk.     | Gólok     | Mérk. | Gólok | Mérk.    | Gólok    | Mérk.  | Gólok  | Mérk. | Gólok | Mérk.  | Gólok  |
| ---------------- | ---------------- | ---------------- | --------- | --------- | ----- | ----- | -------- | -------- | ------ | ------ | ----- | ----- | ------ | ------ |
| Saint-Étienne    | 2010–11          | Ligue 1          | 12        | 0         | 0     | 0     | 1        | 0        | —      | —      | —     | —     | 13     | 0      |
| Saint-Étienne    | 2011–12          | Ligue 1          | 32        | 0         | 1     | 0     | 1        | 0        | —      | —      | —     | —     | 34     | 0      |
| Saint-Étienne    | 2012–13          | Ligue 1          | 26        | 0         | 2     | 0     | 3        | 0        | —      | —      | —     | —     | 31     | 0      |
| Saint-Étienne    | 2013–14          | Ligue 1          | 17        | 1         | 1     | 0     | 1        | 0        | —      | —      | —     | —     | 19     | 1      |
| Saint-Étienne    | Összesen         | Összesen         | 87        | 1         | 4     | 0     | 6        | 0        | —      | —      | —     | —     | 97     | 1      |
| Napoli           | 2013–14          | Serie A          | 15        | 0         | 3     | 0     | —        | —        | 3      | 0      | —     | —     | 21     | 0      |
| Napoli           | 2014–15          | Serie A          | 21        | 0         | 3     | 0     | —        | —        | 14     | 0      | 1     | 0     | 39     | 0      |
| Napoli           | 2015–16          | Serie A          | 34        | 0         | 0     | 0     | —        | —        | 4      | 0      | —     | —     | 38     | 0      |
| Napoli           | 2016–17          | Serie A          | 29        | 0         | 1     | 0     | —        | —        | 8      | 0      | —     | —     | 38     | 0      |
| Napoli           | 2017–18          | Serie A          | 11        | 2         | 0     | 0     | —        | —        | 6      | 0      | —     | —     | 17     | 2      |
| Napoli           | 2018–19          | Serie A          | 16        | 1         | 1     | 0     | —        | —        | 4      | 0      | —     | —     | 21     | 1      |
| Napoli           | 2019–20          | Serie A          | 9         | 0         | 0     | 0     | —        | —        | 0      | 0      | —     | —     | 9      | 0      |
| Napoli           | 2020–21          | Serie A          | 11        | 0         | 1     | 0     | —        | —        | 5      | 0      | 0     | 0     | 17     | 0      |
| Napoli           | 2021–22          | Serie A          | 13        | 0         | 1     | 0     | —        | —        | 1      | 0      | —     | —     | 15     | 0      |
| Napoli           | Összesen         | Összesen         | 159       | 3         | 10    | 0     | —        | —        | 45     | 0      | 1     | 0     | 215    | 3      |
| Angers           | 2022–23          | Ligue 1          | 7         | 0         | 1     | 0     | —        | —        | —      | —      | —     | —     | 8      | 0      |
| Karrier összesen | Karrier összesen | Karrier összesen | 253       | 4         | 15    | 0     | 6        | 0        | 45     | 0      | 1     | 0     | 320    | 4      |

1. 1 2 3 4  Mérkőzése(i) az Európa Ligában
2. ↑  Mérkőzése(i) a Bajnokok Ligájában: (egy mérkőzés) és az Európa Ligában: (tizenhárom mérkőzés)
3. ↑  Mérkőzése(i) az Olasz Szuperkupában
4. 1 2  Mérkőzése(i) a Bajnokok Ligájában
5. ↑  Mérkőzése(i) a Bajnokok Ligájában: (egy mérkőzés) és az Európa Ligában: (három mérkőzés)

### A válogatottban
| Algéria  | Algéria | Algéria |
| Év       | Mérk.   | Gólok   |
| -------- | ------- | ------- |
| 2013     | 4       | 0       |
| 2014     | 8       | 0       |
| 2015     | 11      | 4       |
| 2016     | 6       | 1       |
| 2017     | 8       | 0       |
| Összesen | 27      | 5       |

#### Góljai az algériai válogatottban
| #  | Dátum               | Ellenfél                | Eredmény | Kiírás                             | Esemény            |
| -- | ------------------- | ----------------------- | -------- | ---------------------------------- | ------------------ |
| 1. | 2015. január 19.    | Dél-afrikai Köztársaság | 3 – 1    | Afrikai nemzetek kupája-csoportkör | 72'                |
| 2. | 2015. szeptember 6. | Lesotho                 | 3 – 1    | Afrikai nemzetek kupája-selejtező  | 32'                |
| 3. | 2015. november 17.  | Tanzánia                | 7 – 0    | Vb-selejtező                       | 23' 59' (11-esből) |
| 4. | 2016. március 29.   | Etiópia                 | 3 – 3    | Afrikai nemzetek kupája-selejtező  | 85' (11-esből)     |

## Sikerei, díjai
AS Saint-Étienne
- Francia ligakupa-győztes: 2013

 SSC Napoli
- Olasz kupagyőztes: 2013–14, 2019–20
- Olasz szuperkupa-győztes: 2014

Egyéni
- Európa-liga A szezon csapata: 2014–15[2]
- Az év algériai labdarúgója: 2017[3]
- France Football Az év afrikai csapata: 2017[4]